# David Mabuza

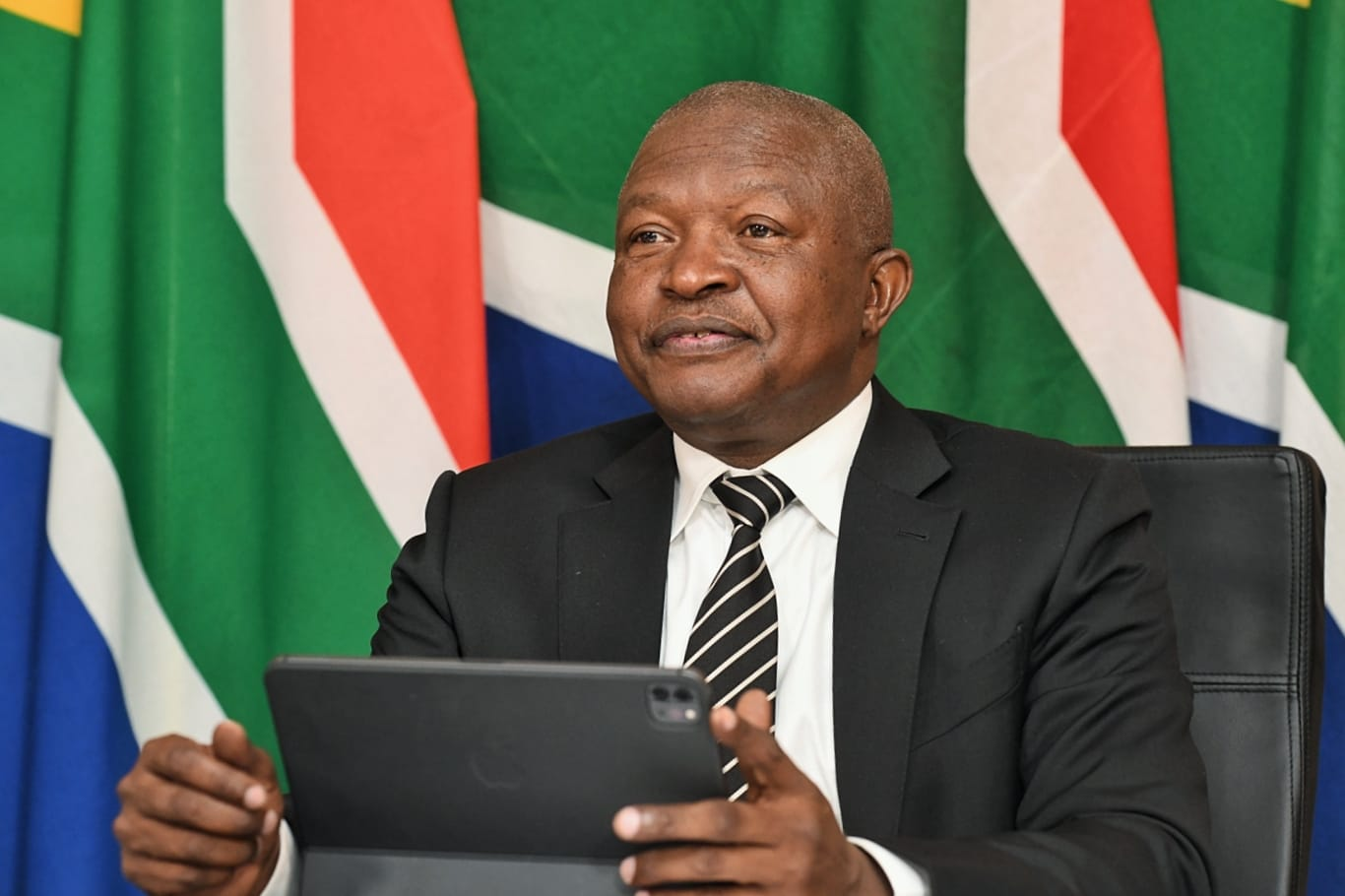
David Mabuza, 2022

David Dabede Mabuza (* 25. August 1960 in Brondal bei Nelspruit; † 3. Juli 2025 in Sandton) war ein südafrikanischer Politiker (African National Congress). Von 2018 bis 2023 war er Vizepräsident Südafrikas. Bereits von 2009 bis 2018 war er Premierminister der Provinz Mpumalanga, von 2017 bis 2022 war er stellvertretender Vorsitzender des ANC.

## Leben

### Ausbildung, Berufsausübung und gesellschaftlicher Einsatz
Die allgemeinbildende Schule schloss Mabuza mit dem Matric an der Khumbula High School ab. Danach studierte er zwischen 1983 und 1985 am Mgwenya College of Education, an dem er die Lehrberechtigung (National Teacher’s Certificate) erwarb, und von 1984 bis 1989 an der University of South Africa, wo er mit einem Bachelor of Arts im Fach Psychologie abschloss.
Nach seinem Abschluss arbeitete er von 1986 bis 1988 als Lehrer für Mathematik im Amtsbezirk des KaNgwane Department of Education und seit 1989 Schulleiter der Lungisani Secondary School. Diese Funktion übte er bis 1993 aus. Zudem war er Vorsitzender der South African Democratic Teachers Union (SADTU, 1988–1991).
Während seiner Studienzeit war Mabuza Sekretär der Azanian Students Organisation (AZASO, 1984–1985) und Vorsitzender der National Education Union of South Africa (NEUSA, 1986–1988). Sein gesellschaftspolitisches Engagement in der Endphase der Apartheid war vielseitig. So war er von 1986 bis 1990 Schatzmeister der Foundation for Education with Production (FEP) und Koordinator des National Education Crisis Committee (NECC, 1987–1989).

### Politische Tätigkeiten
1994 wurde Mabuza zum Regionalvorsitzenden des African National Congress (ANC) in Eastern Transvaal (später Mpumalanga) gewählt und übernahm das Amt bis 1998. Im selben Zeitraum war er Mitglied des geschäftsführenden Rates (MEC= Member of Executive Council, sinngemäß „Ministerrat der Provinz“) für das Department of Education (Bildung) in dieser Provinz.
Im Zeitraum von 1998 bis 2006 gehörte Mabuza dem Provincial Executive Committee des ANC von Mpumalanga an. Für die Jahre von 1999 bis 2001 hatte er einen Sitz in der Mpumalanga Provincial Legislature (MPL) und wurde danach in die Nationalversammlung gewählt (2001–2004). Eine zweite Mandatszeit in der Provinzversammlung von Mpumalanga (MPL) übte Mabuza von 2004 bis 2007 aus. 2008 wurde er zum Provinzvorsitzenden des ANC gewählt; er ist seit 2007 Mitglied des Nationalen Exekutivkomitees des ANC.
In Mpumalanga übernahm Mabuza nacheinander die Leitung von zwei Ressorts in der Provinzverwaltung: von 2007 bis 2008 das Department of Roads and Transport und von 2008 bis 2009 den Bereich Agriculture and Land Administration. 2009 erfolgte seine Wahl zum Premierminister von Mpumalanga.
Mabuza galt als einflussreicher Politiker in der Provinz und im ANC, insbesondere aufgrund seiner engen Beziehung zu Jacob Zuma, dessen zweimalige Wahl als Präsident des ANC er unterstützte. Am 18. Dezember 2017 wurde Mabuza auf dem Parteitag des ANC zum stellvertretenden Parteivorsitzenden (Deputy President) als Stellvertreter von Cyril Ramaphosa gewählt. Er schlug dabei mit rund 54 % der Stimmen die Ministerin Lindiwe Sisulu.
Am 27. Februar 2018 wurde er als Vizepräsident der Republik Südafrika und damit wie auf Parteiebene Stellvertreter Ramaphosas. Am 27. Februar 2018 trat er als Premierminister der Provinz Mpumalanga zurück. Am 30. Mai 2019 wurde er als Vizepräsident erneut vereidigt.
Im Januar 2023 teilte Mabuza mit, dass er als Stellvertreter des Präsidenten der Republik Südafrika zurücktreten werde. Der öffentlich genannte Grund für das Rücktrittsgesuch bestand in der Auffassung von Mabuza, dass die Staatsführung und ANC-Führung von denselben Personen getragen werden sollte. Zuvor war Paul Mashatile zum ANC-Vizepräsidenten gewählt worden.

### Persönliches
Mabuza war mit Nonhlanhla Patience Mnisi verheiratet.